# Plumieux
Plumieux (bret. Pluvaeg) – miejscowość i gmina we Francji, w regionie Bretania, w departamencie Côtes-d’Armor.
Według danych na rok 1990 gminę zamieszkiwało 1178 osób, a gęstość zaludnienia wynosiła 30 osób/km² (wśród 1269 gmin Bretanii Plumieux plasuje się na 514. miejscu pod względem liczby ludności, natomiast pod względem powierzchni na miejscu 156.).